# Skip the Use
Gli Skip the Use sono una band francese con influenze electro funk, rock e punk fondata nel 2008 a Ronchin, vicino a Lille, e composta da Mat Bastard (voce), Yan Stefani (chitarra), Nelson Martins (basso) ed Enzo Gabert (batteria). La band ha un contratto con la Polydor e ha un accordo di distribuzione con la Universal Music.

## Storia
I cinque membri suonavano nella band punk Carving . Hanno pubblicato il loro album di debutto omonimo Skip the Use prodotto da CALYSTA e NPE nel 2009. Questi ultimi hanno anche organizzato il loro tour francese e altri tour in paesi come Canada, Belgio, Germania, Ungheria, Lituania per la promozione del loro album. Hanno anche preso parte a una serie di festival musicali che hanno permesso loro di guadagnare fama.
All'inizio del 2011 hanno lanciato un blog molto seguito e un singolo Give Me Your Life, accompagnato da un video musicale, e nell'ottobre dello stesso anno l'EP Sound from the Shadow su Polydor con 5 tracce rese disponibili in download digitale anche se in edizione limitata Il CD è stato realizzato con l'EP ma disponibile solo ai concerti dal vivo della band.
Nel gennaio 2012, sono stati nominati per "miglior gruppo dal vivo o rivelazione dell'artista dell'anno" a Victoires de la musique . Ghost è stato lanciato allo spettacolo di intrattenimento televisivo francese Taratata accompagnato da un coro. Questa era una prerelease per il loro album Can Be Late, pubblicato il 6 febbraio 2012. Un'edizione limitata offriva anche 8 tracce di interpretazioni dal vivo durante un concerto al Moulin Rouge La Machine di Parigi il 27 ottobre 2011.

## Nella cultura di massa
- La musica di Give Me, una traccia di Skip the Use è stata utilizzata per promuovere Noel dernier cri per Canal +
- La stessa canzone  è diventata anche la sigla del programma televisivo dBienvenue dans la Ruche.

## Formazione

### Formazione attuale
- Mat Bastard - voce, chitarra, tastiere, programmazione
- Yan Stefani - chitarra, tastiere, cori
- Nelson Martins - basso, cori
- Enzo Gabert - batteria

### Ex componenti
- Jay Gimenez - basso, cori
- Lio Raepsaet - tastiere, sintetizzatori, campioni, computer portatile, sassofono, cori
- Manamax Catteloin - batteria

## Discografia

### Album
Album in studio
- Skip the Use (2009)
- Can be Late (2012)
- Little Armageddon (2014)
- Past & Future (2019)

Album dal vivo
- Little Armageddon Tour (2015)

### EP
- Sound from the Shadow (2011)

### Singoli
- Ghost (2012)
- Give Me Your Life (2012)
- Cup of coffe (2013)
- Nameless World (2013)
- The Story of Gods and Men (2014)